# Ален Сюттер
Ален Сюттер (фр. Alain Sutter, нар. 22 січня 1968, Берн) — швейцарський футболіст, що грав на позиції лівого півзахисника, зокрема, за «Грассгоппер», а також національну збірну Швейцарії.

## Клубна кар'єра
Народився 22 січня 1968 року в місті Берн. Вихованець футбольної школи «Бюмпліц».
У дорослому футболі дебютував 1985 року виступами за команду клубу «Грассгоппер», в якій провів два сезони, взявши участь в 11 матчах чемпіонату. 
Провівши сезон 1987/88 у складі «Янг Бойз», повернувся до «Грассгоппера», за який відіграв ще п'ять сезонів своєї ігрової кар'єри. Більшість часу, проведеного у складі «Грассгоппера», був основним гравцем команди, здобув у її складі по дві перемоги у чемпіонаті Швейцарії і  кубку країни.
Згодом з 1993 по 1997 рік грав у Німеччині у складі «Нюрнберга», «Баварії» та «Фрайбурга».
Завершив професійну ігрову кар'єру у клубі північноамериканської MLS «Даллас Берн», за команду якого виступав протягом 1997—1998 років.

## Виступи за збірну
1986 року дебютував в офіційних матчах у складі національної збірної Швейцарії. Протягом кар'єри у національній команді, яка тривала 11 років, провів у її формі 68 матчів, забивши 5 голів.
У складі збірної був учасником чемпіонату світу 1994 року у США, де виходив на поле в усіх іграх групового етапу та відкрив рахунок у грі проти румунів, яку його команда виграла з рахунком 4:1.

## Титули і досягнення
- Чемпіон Швейцарії (2):

«Грассгоппер»: 1989-90, 1990-91
- Володар Кубка Швейцарії (2):

«Грассгоппер»: 1988-89, 1989-90
- Володар Суперкубка Швейцарії (1):

«Грассгоппер»: 1989